# ویلم فن هنگم
ویلم فن هنگم (انگلیسی: Willem van Hanegem؛ زادهٔ ۲۰ فوریهٔ ۱۹۴۴) بازیکن فوتبال اهل پادشاهی هلند است.
از باشگاه‌هایی که در آن بازی کرده‌است می‌توان به باشگاه فوتبال اوترخت، باشگاه فوتبال فاینورد، و باشگاه فوتبال آزد آلکمار اشاره کرد.
وی همچنین در تیم ملی فوتبال هلند بازی کرده‌است.